# Paul Lancrenon
Pour les articles homonymes, voir Lancrenon.
Paul Lancrenon, né à Besançon le 26 juillet 1857 et mort à Paris le 10 juillet 1922, est un militaire français, général de division, voyageur et photographe amateur.

## Biographie

### Études et carrière militaire
Paul Lancrenon est né dans une famille de notables francs comtois ; son père Antoine-Auguste est notaire à Besançon,.
Il fait ses études à l’École polytechnique à Paris, d’où il sort en 1876. Il rejoint ensuite les rangs de l’École d'application de l'artillerie et du génie de Fontainebleau.
En 1881, il est intégré dans le corps expéditionnaire qui participe à la marche sur Tunis qui conduit à l’instauration du protectorat français.
En 1890, il devient officier d'état-major.
Le 7 mai 1900, il épouse à Paris Anne Marie Adèle Guibert,
En 1914, alors colonel, il débute la guerre comme chef d'état-major de l'Armée des Alpes (14e corps d'armée), puis il prend le commandement du 2e régiment d'artillerie. En décembre 1914, il est nommé général de brigade à la 55e brigade d'infanterie et participe à la bataille de la Somme. Nommé à la tête de la 17e division d'infanterie en août 1915, il participe, pendant deux ans et demi, aux combats d'Artois, de la cote 304 à Verdun, de la Somme et du Chemin des Dames. Il est élevé au grade de général de division en septembre 1917. Relevé en janvier 1918, atteint par la limite d'âge, il termine sa carrière militaire en tant qu'inspecteur adjoint des effectifs du territoire en Afrique du Nord. Il en est relevé pour raisons de santé,.

### Un voyageur et photographe amateur prolifique
En parallèle de sa carrière militaire, il mène de nombreuses expéditions et voyages, dont il rapporte de nombreux clichés.
Il conçoit et fait construire successivement cinq périssoires, dont les quatre dernières, fabriquées par Alphonse Tellier à Paris, sont démontables pour permettre leur acheminement par le train.
Avec la première, Vagabonde, il fait des essais sur le Maine alors qu'il est lieutenant au 2e régiment de pontonniers d'Angers en 1882.
Avec Vagabonde II, il descend la Saône et le Rhône en 1883, puis l'Yonne et la Seine en 1884.
Avec Vagabonde III, il descend la Loire et ses affluents, puis à nouveau le Rhône et la Garonne. En juillet 1889, il descend le Danube et publie en 1890 le récit de ce périple sous le titre D'Ulm à Belgrade, 1 500 kilomètres en périssoire, qui lui vaut d’être proposé à l’Ordre des Palmes académiques.
En 1891, il parcourt l’Europe au cours d’un congé de six mois ; parti de Belfort à bicyclette, son périple le mène jusqu’en Russie, à Saint-Pétersbourg. À bord de Vagabonde IV, il descend ensuite la Volga, de sa source à la mer Caspienne soit 3 500 km en 49 jours. Puis, il entreprend de revenir en France à cheval par le Caucase et les Carpates, en passant par l' Azerbaïdjan, la Géorgie, la Moldavie, la Roumanie et l'Autriche, où il est arrêté pour espionnage.
Lors de ce voyage, des photographies documentent  son arrivée à Bakou sur le Zang, avec des vues de la ville et du bateau ; il passe deux jours dans la ville et y fréquente le milieu d'affaires ; des photographies montrent le magnat du pétrole Zeynalabdin Taghiyev (ou Tağiyev) ; un autre cliché légendé "Monsieur Saintmarc dans le désert" représente un des cadres supérieurs employés par Taghiyev ; une autre photographie montre une raffinerie de pétrole.
Lancrenon publie en 1898 le récit de son expédition sous le titre Trois mille lieues à la pagaie, de la Seine à la Volga ; l'ouvrage est récompensé en 1899 du Prix Montyon de l'Académie française.
En 1896, après deux échecs, il termine la descente du Rhin.
En 1906 et en 1908, il effectue deux voyages en Tunisie et en Algérie, en tant qu'officier d'ordonnance du général Pendézec, et en rapporte des photographies,.
Il est aussi l’auteur de plusieurs voyages en montagne. Il parcourt ainsi les Alpes pour effectuer des reconnaissances de cols. En hiver, parti de Nice, il traverse les Alpes du sud au nord et tente l'ascension du Mont-Blanc. Il est bloqué par la tempête à l'observatoire Vallot. De ces expéditions, il publie en 1906 Impressions d'hiver dans les Alpes. De la mer bleue au Mont-Blanc. Il a aussi parcouru les Pyrénées en 1907, où il photographie notamment le 31 août 1907 des migrants espagnols se rendant en France,.

### Fin de vie et postérité
Paul Lancrenon meurt à l'âge de 64 ans le 10 juillet 1922 à l’hôpital d'instruction des armées du Val-de-Grâce. Il est déclaré « mort pour la France » en 1925.
En 1987, l’État acquiert son fonds photographique constitué de plus de quatre mille clichés (2 600 plaques de verre et 1 500 négatifs souples) ; ce fonds est conservé par la Médiathèque du patrimoine et de la photographie au fort de Saint-Cyr.
En 1987, le Port-musée de Douarnenez acquiert la périssoire Vagabonde III, la restaure et l'expose depuis 2005.

## Publications
- D'Ulm à Belgrade, 1500 kilomètres en périssoire, Belfort, 1890.
- Trois mille lieues à la pagaie, de la Seine à la Volga, Paris, E. Plon-Nourrit et Cie, 1898, II-405 p. (lire en ligne) Lire sur Wikisource.
- Impressions d'hiver dans les Alpes : De la mer bleue au Mont-Blanc, Paris, E. Plon-Nourrit et Cie, 1906, 242 p.

## Galerie

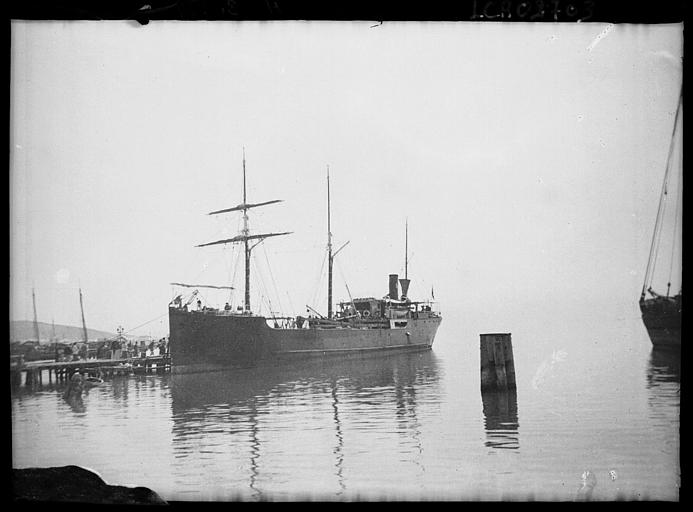
Le bateau Le Zang amarré sur la mer Caspienne en Azerbaïdjan, août 1891.
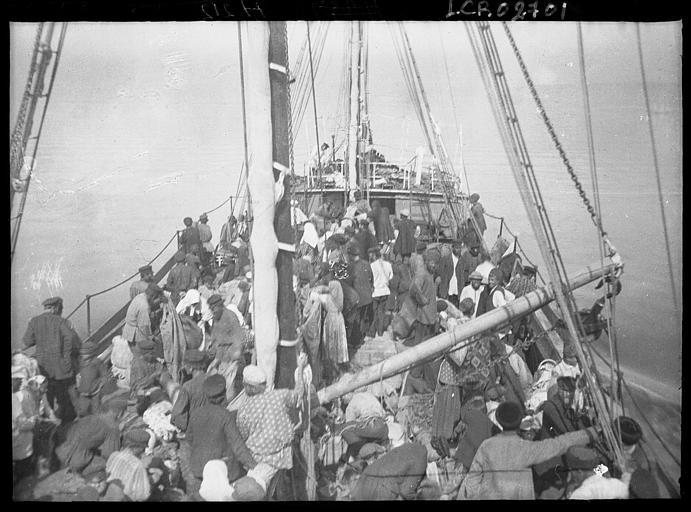
Le pont du bateau Le Zang, pris depuis la dunette, août 1891.
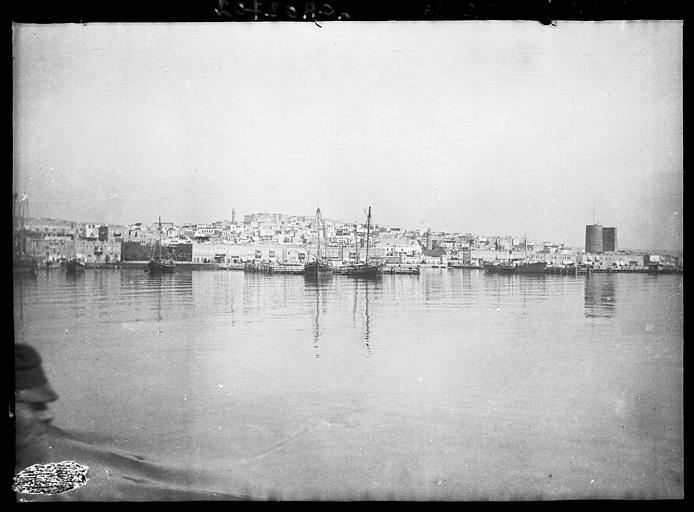
Vue de Bakou, août 1891.
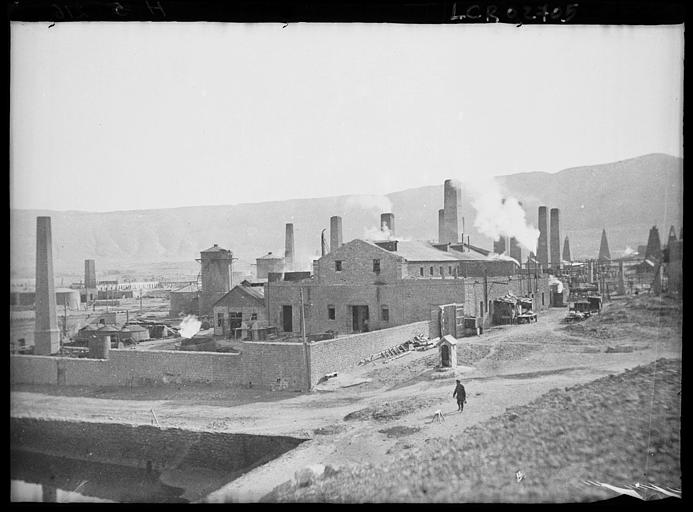
Une raffinerie de pétrole en Azerbaïdjan, août 1891.
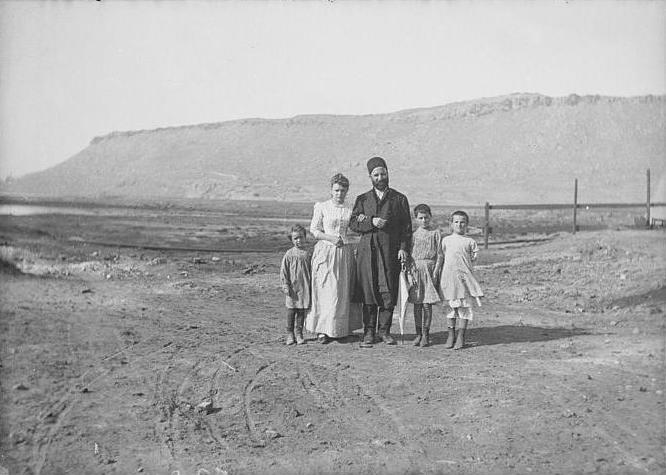
Haci Zeynalabdin Tağiyev et sa famille, août 1891.
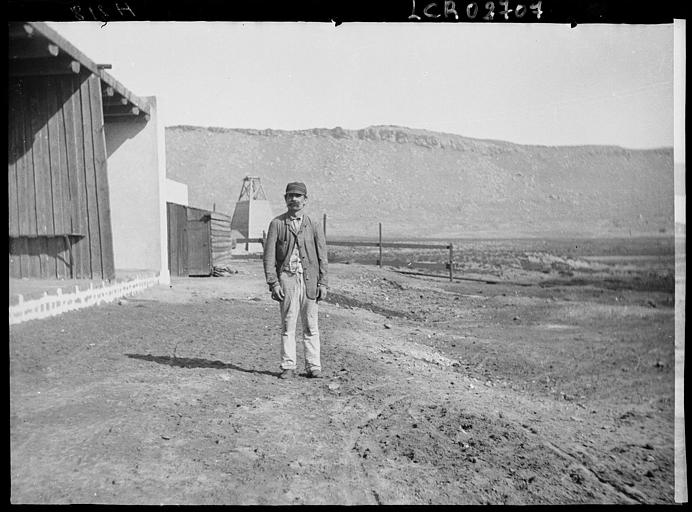
Monsieur Saintmarc dans le désert ; un derrick à l'arrière-plan, août 1891.
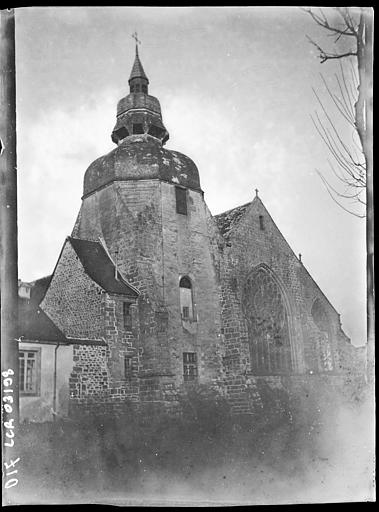
L'église Notre-Dame-des-Carmes à Pont-l'Abbé, mars 1893.
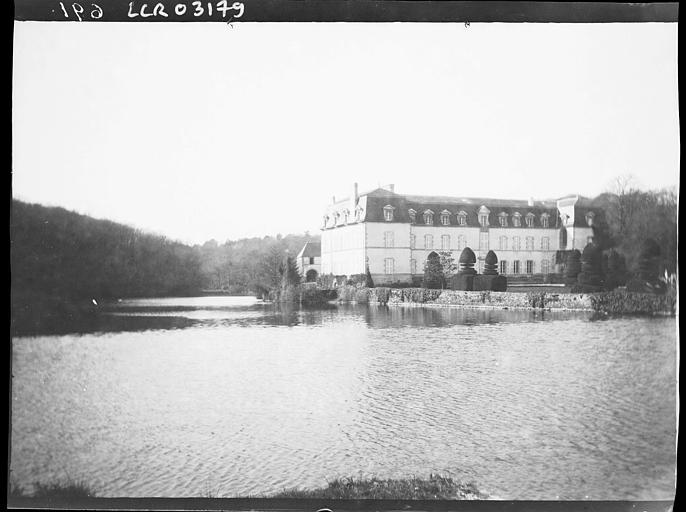
L’abbaye Saint-Maurice de Carnoët en Bretagne, mars 1893
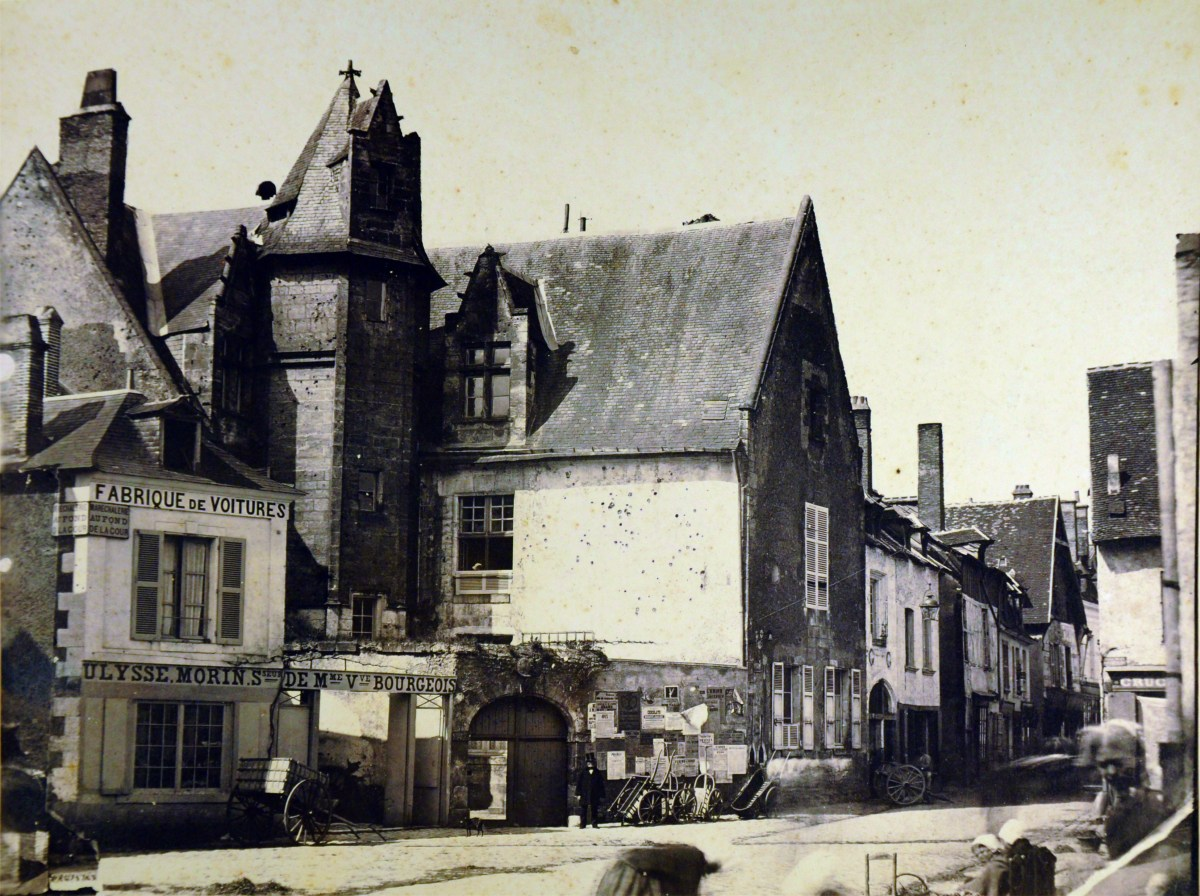
La maison du gouverneur à Vendôme.
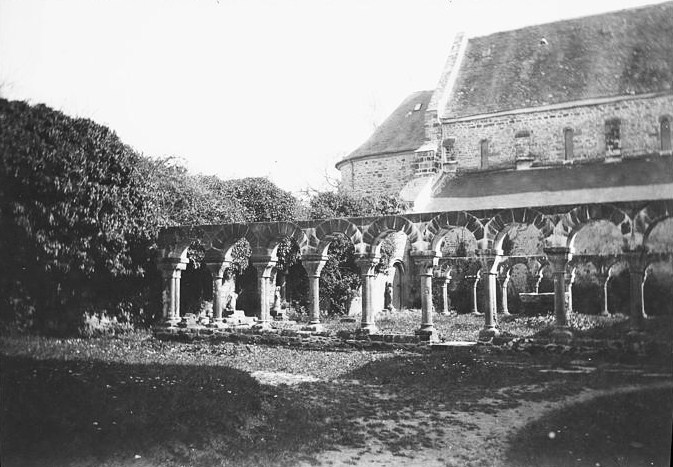
Le cloître de l'abbaye de Daoulas en Bretagne.
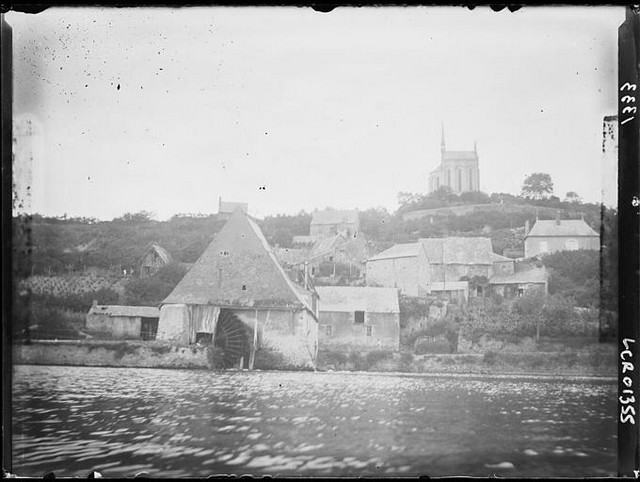
Moulin et chapelle du village de Matheflon (commune de Seiches-sur-le-Loir), 1902-1905.

## Décorations
- 1894 :  Médaille coloniale, agrafe "Tunisie".
- 1897 :  Chevalier de la Légion d'honneur.
- 1906 : Diplôme olympique du mérite (en), remis par Pierre de Coubertin[1],[18],[N 4]
- 1914 :  Officier de la Légion d'honneur[20].
- 1915 :  Croix de guerre 1914–1918 avec Palmes[21].
- 1919 : Ordre de l'Aigle blanc de Serbie.